# USDA soil taxonomy
Taxonomická klasifikace půdy Ministerstva zemědělství USA, známá jako USDA Soil Taxonomy, byla vytvořena Ministerstvem zemědělství Spojených států amerických (USDA) a National Cooperative Soil Survey (NCSS). Klasifikace poskytuje propracovaný systém třídění půdních typů podle několika půdních parametrů (nejběžnějších vlastností a znaků půdy) v několika úrovních (taxonomických kategoriích): řády (Order), podřády (Suborder), velké skupiny (Great Group), podskupiny (Subgroup), čeledi (Family), a prostřednictvím čeledí se klasifikace propojuje s tříděním na tradiční půdní série (Series).
Základem definic půdních jednotek jsou přesně vymezené diagnostické horizonty. Oproti klasifikaci půdy 1938 USDA soil taxonomy byla zavedena nová nomenklatura založená na morfémech latinských a řeckých slov.

## Příklady
Příklad
Order: Entisols
Suborder: Fluvents
Great Group: Torrifluvents
Subgroup: Typic Torrifluvents
Family: Fine-loamy, mixed, superactive, calcareous, Typic Torrifluvents
Series: Jocity, Youngston.
Další příklad
Order: Alfisols
Suborder: Xeralfs
Great Group: Durixeralfs
Subgroup: Abruptic Durixeralfs
Family: Fine, Mixed, Active, thermic Abruptic Durixeralfs
Series: San Joaquin

## Řády
Americká klasifikace zahrnovala v roce 1975 10 půdních řádů. Po revizi v roce 1999 má řádů 12.
- Alfisols
- Andisols
- Aridisols
- Entisols
- Gelisols
- Histosols
- Inceptisols
- Mollisols
- Oxisols
- Spodosols
- Ultisols
- Vertisols

## Galerie

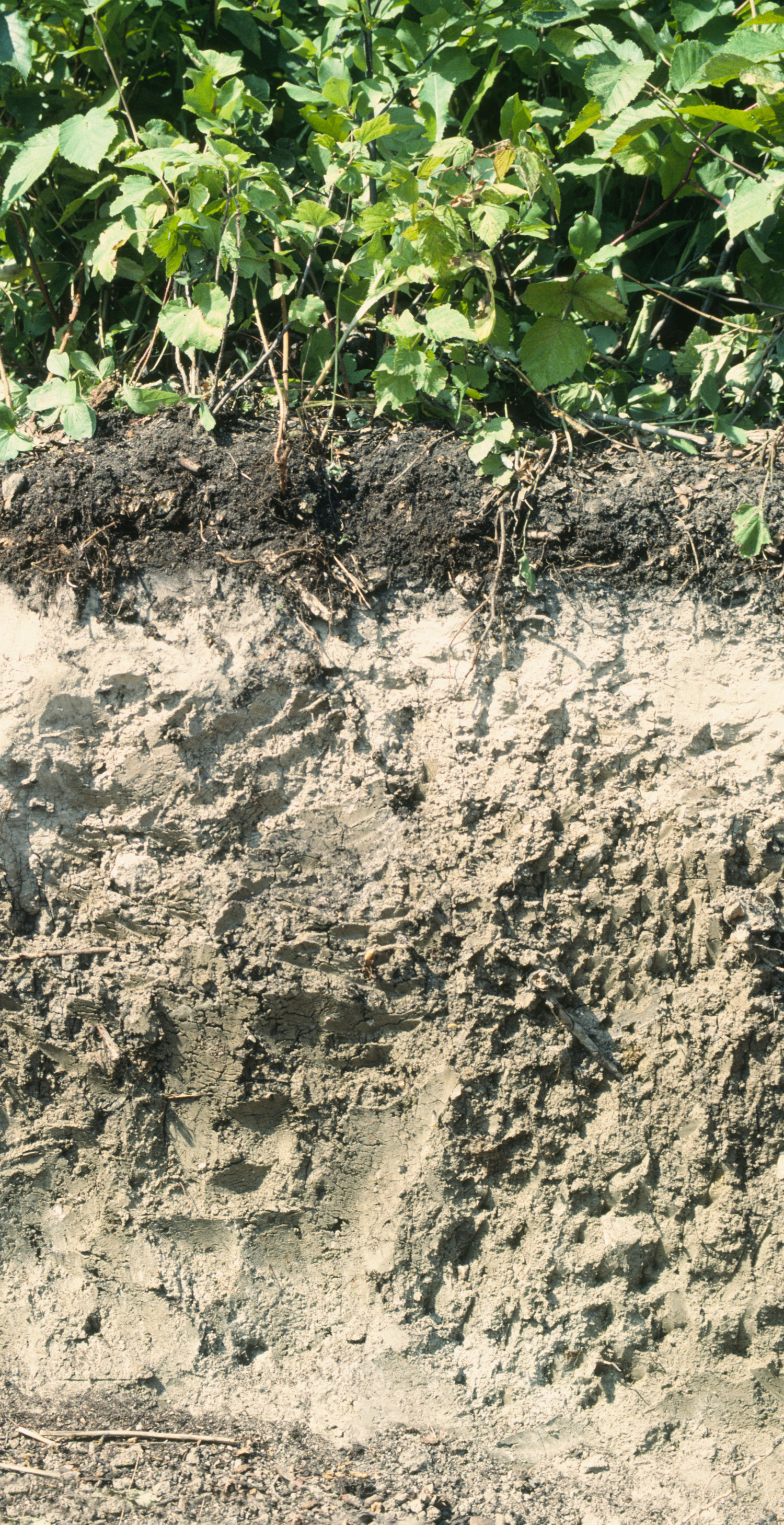
Alfisol
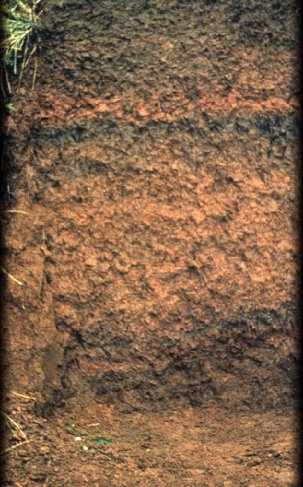
Andisol
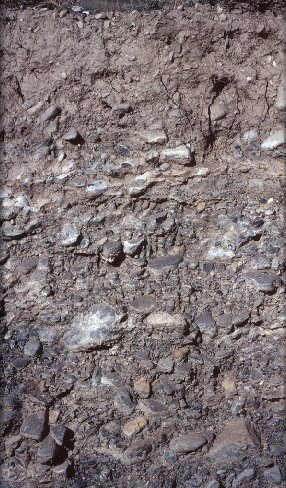
Aridisol
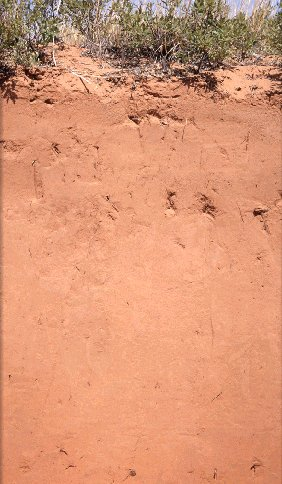
Entisol
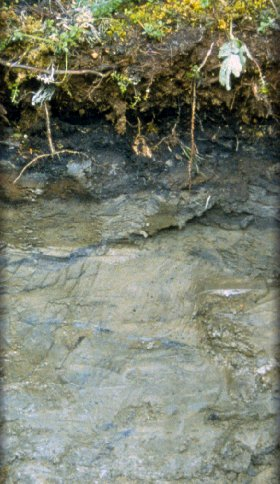
Gelisol
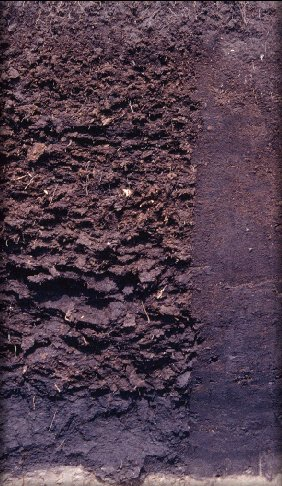
Histisol
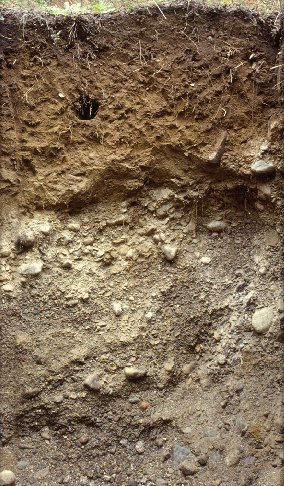
Inceptisol
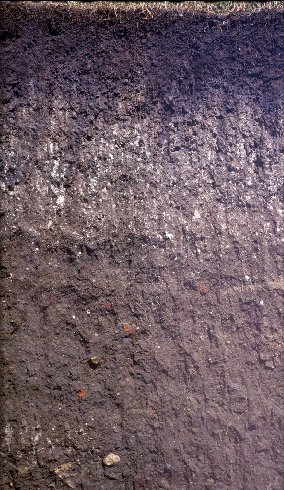
Mollisol
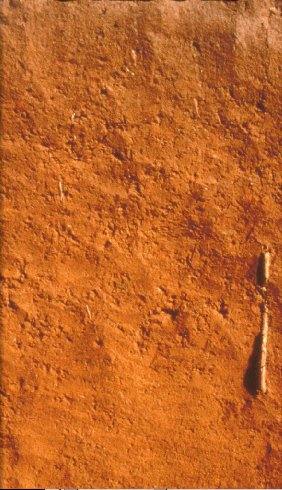
Oxisol
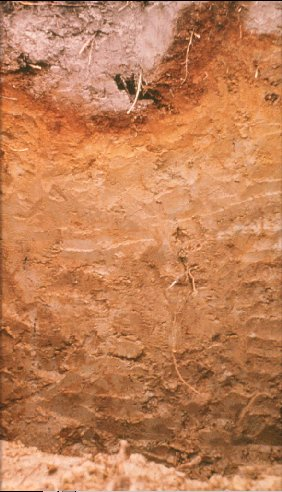
Spodosol
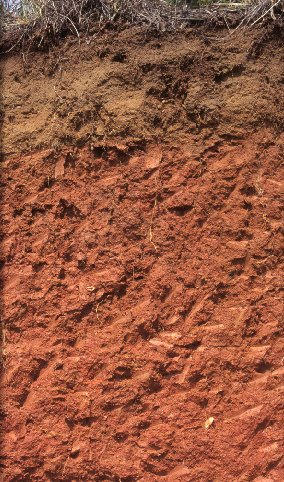
Utisol
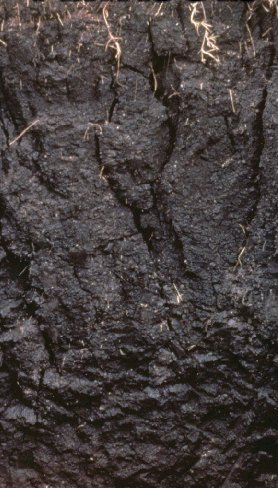
Vertisol